# آنا ماریا گراردی
آنا ماریا گراردی (انگلیسی: Anna Maria Gherardi؛ ۱۵ اکتبر ۱۹۳۹ – ۵ اکتبر ۲۰۱۴) یک هنرپیشه اهل ایتالیا بود. 
از فیلم‌ها یا برنامه‌های تلویزیونی که وی در آن نقش داشته است می‌توان به ۱۹۰۰، گالیلئو و زیبایی ربوده‌شده اشاره کرد.